# Leonardo Latini
Leonardo Latini (n. 14 iunie 1974, Terni, Italia) este un politician italian.